# Ахалсопели (Мцхетский муниципалитет)
Ахалсопели (груз. ახალსოფელი) — село в Грузии, на территории Мцхетского муниципалитета края (мхаре) Мцхета-Мтианети.

## География
Село находится в центральной части Грузии, к югу от реки Тезами (левый приток Арагви), на расстоянии приблизительно 5 километров (по прямой) к северо-востоку от города Мцхета, административного центра края и муниципалитета. Абсолютная высота — 667 метров над уровнем моря.

## Население
По результатам официальной переписи населения 2014 года в Ахалсопели проживало 125 человек (63 мужчины и 62 женщины). В национальной структуре населения грузины составляли 99,2 %.
| Год  | Население, человек |
| ---- | ------------------ |
| 2002 | 178                |
| 2014 | ↘ 125              |